# Plethodon angusticlavius
Plethodon angusticlavius är en groddjursart som beskrevs av Arnold B. Grobman 1944. Plethodon angusticlavius ingår i släktet Plethodon och familjen lunglösa salamandrar. IUCN kategoriserar arten globalt som livskraftig. Inga underarter finns listade i Catalogue of Life.